# Hoboken (Antwerpia)
Hoboken – dzielnica (district) Antwerpii, w północnej Belgii, w Regionie Flamandzkim, w prowincji Antwerpia, w okręgu Antwerpia. Leży nad Skaldą. Do 31 grudnia 1982 samodzielna gmina (gemeente).

## Demografia
| Rok                | 2007   | 2008   | 2009   | 2010   | 2011   | 2012   | 2013   | 2014   | 2015   | 2016   | 2017   | 2019   | 2022   |
| ------------------ | ------ | ------ | ------ | ------ | ------ | ------ | ------ | ------ | ------ | ------ | ------ | ------ | ------ |
| Liczba mieszkańców | 34.542 | 34.862 | 35.170 | 35.550 | 36.244 | 37.283 | 37.464 | 37.945 | 37.805 | 38.157 | 38.595 | 39.493 | 41.452 |